# ポール・ピール
ポール・ピール（Paul Peel、1860年11月7日 -  1892年10月3日）はカナダの画家である。1890年にサロン・ド・パリで入選し、カナダ人として国際的な評価を得た画家の先駆けとなったが、31歳で肺炎で没した。

## 略歴
オンタリオ州のロンドンで生まれた。 ウィリアム・リース・ジャドソン(William Lees Judson:1842-1928)に学んだ後、アメリカのフィラデルフィアのペンシルベニア美術アカデミーでトマス・エイキンズに学んだ。その後パリに渡り、エコール・デ・ボザールでジャン＝レオン・ジェロームに学び、アカデミー・ジュリアンでバンジャマン＝コンスタン、ルフェーブル、アンリ＝リュシアン・ドゥセに学んだ。
1882年に結婚し2人の子供ができた。オンタリオ美術家協会や王立カナダ芸術院(Royal Canadian Academy of Arts)の会員となりそれらの展覧会に出展した。国際的な美術展にも出展し、1890年に、2人の裸の子供の姿を描いた「入浴の後で」をサロン・ド・パリに出展し、銅賞を受賞した。当時まだカナダ生まれの画家が、国際的な評価をうけるのはめずらしかった。子供たちの絵やヌードの作品で知られている。またカナダ人の画家がヌードを描くのもそれまであまり例がなかった。
パリで肺炎で没した。31歳であった。

## 作品
- 「家鴨の群れを連れ帰る」(1881)
- 「幼い生物学者」(1891)
- 「幼い羊飼い」(1892)
- 「礼拝」(1885)